# 2011 NBA Draft
2011 NBA Draft odbył się 23 czerwca 2011 w Newark, w stanie New Jersey. Był transmitowany przez stację ESPN. Z numerem pierwszym do Cleveland Cavaliers wybrany został Kyrie Irving.

## Draft
| * | Zawodnicy, którzy zostali wybrani do All-Star Game i All-NBA Team |
| + | Zawodnicy, którzy zostali wybrani do All-Star Game                |
| x | Zawodnicy, którzy zostali wybrani do All-NBA Team                 |

| nr | Zawodnik               | Pozycja | Narodowość                    | Drużyna                                                                 | College/Drużyna            |
| -- | ---------------------- | ------- | ----------------------------- | ----------------------------------------------------------------------- | -------------------------- |
| 1  | Kyrie Irving           | PG      | Stany Zjednoczone             | Cleveland Cavaliers (z LA Clippers)                                     | Duke (Fr.)                 |
| 2  | Derrick Williams       | SF/PF   | Stany Zjednoczone             | Minnesota Timberwolves                                                  | Arizona (So.)              |
| 3  | Enes Kanter            | C/PF    | Turcja                        | Utah Jazz (z New Jersey)                                                | Kentucky (Fr.)             |
| 4  | Tristan Thompson       | PF/C    | Kanada                        | Cleveland Cavaliers                                                     | Texas (Fr.)                |
| 5  | Jonas Valančiūnas      | C       | Litwa                         | Toronto Raptors                                                         | Lietuvos Rytas (Litwa)     |
| 6  | Jan Veselý             | SF      | Czechy                        | Washington Wizards                                                      | Partizan (Serbia)          |
| 7  | Bismack Biyombo        | PF      | Demokratyczna Republika Konga | Sacramento Kings (do Charlotte)                                         | Fuenlabrada (Hiszpania)    |
| 8  | Brandon Knight         | PG      | Stany Zjednoczone             | Detroit Pistons                                                         | Kentucky (Fr.)             |
| 9  | Kemba Walker           | PG/SG   | Stany Zjednoczone             | Charlotte Bobcats                                                       | Connecticut (Jr.)          |
| 10 | Jimmer Fredette        | SG      | Stany Zjednoczone             | Milwaukee Bucks (do Sacramento)                                         | BYU (Sr.)                  |
| 11 | Klay Thompson          | SG/SF   | Stany Zjednoczone             | Golden State Warriors                                                   | Washington State (Jr.)     |
| 12 | Alec Burks             | SG/PG   | Stany Zjednoczone             | Utah Jazz                                                               | Colorado (So.)             |
| 13 | Markieff Morris        | PF      | Stany Zjednoczone             | Phoenix Suns                                                            | Kansas (Jr.)               |
| 14 | Marcus Morris          | PF      | Stany Zjednoczone             | Houston Rockets                                                         | Kansas (Jr.)               |
| 15 | Kawhi Leonard          | SF      | Stany Zjednoczone             | Indiana Pacers (do San Antonio)                                         | San Diego State (So.)      |
| 16 | Nikola Vučević         | PF      | Czarnogóra                    | Philadelphia 76ers                                                      | USC (Jr.)                  |
| 17 | Iman Shumpert          | SG      | Stany Zjednoczone             | New York Knicks                                                         | Georgia Tech (Jr.)         |
| 18 | Chris Singleton        | PF      | Stany Zjednoczone             | Washington Wizards (en provenance d'Atlanta)                            | Florida State (Jr.)        |
| 19 | Tobias Harris          | PF      | Stany Zjednoczone             | Charlotte Bobcats (z New Orleans via Portland, do Milwaukee)            | Tennessee (Fr.)            |
| 20 | Donatas Motiejūnas     | PF      | Litwa                         | San Antonio Spurs (z Memphis via Utah, do Houston)                      | Benetton Trévise (Włochy)  |
| 21 | Nolan Smith            | PG      | Stany Zjednoczone             | Portland Trail Blazers                                                  | Duke (Sr.)                 |
| 22 | Kenneth Faried         | PF      | Stany Zjednoczone             | Denver Nuggets                                                          | Morehead State (Sr.)       |
| 23 | Nikola Mirotić         | PF      | Hiszpania                     | Houston Rockets (z Phoenix via Orlando, do Chicago via Minnesota)       | Real Madryt (Hiszpania)    |
| 24 | Reggie Jackson         | PG      | Stany Zjednoczone             | Oklahoma City Thunder                                                   | Boston College (Jr.)       |
| 25 | MarShon Brooks         | SG      | Stany Zjednoczone             | Boston Celtics (do New Jersey)                                          | Providence (Sr.)           |
| 26 | Jordan Hamilton        | SF/SG   | Stany Zjednoczone             | Dallas Mavericks (z Portland)                                           | Texas (So.)                |
| 27 | JaJuan Johnson         | SG      | Stany Zjednoczone             | New Jersey Nets (z LA Lakers)                                           | Purdue (Sr.)               |
| 28 | Norris Cole            | PG      | Stany Zjednoczone             | Chicago Bulls (z Miami via Toronto, do Miami via Minnesota)             | Cleveland State (Sr.)      |
| 29 | Cory Joseph            | PG      | Kanada                        | San Antonio Spurs                                                       | Texas (Fr.)                |
| 30 | Jimmy Butler           | SF      | Stany Zjednoczone             | Chicago Bulls                                                           | Marquette (Sr.)            |
| 31 | Bojan Bogdanović       | SF      | Chorwacja                     | Miami Heat (z Minnesota Timberwolves, do New Jersey Nets via Minnesota) | Fenerbahçe Ülker (Turcja)  |
| 32 | Justin Harper          | PF      | Stany Zjednoczone             | Cleveland Cavaliers (transféré au Orlando Magic)                        | Richmond (Sr.)             |
| 33 | Kyle Singler           | SG      | Stany Zjednoczone             | Detroit Pistons (z Toronto Raptors)                                     | Duke (Sr.)                 |
| 34 | Shelvin Mack           | PG      | Stany Zjednoczone             | Washington Wizards                                                      | Butler (Jr.)               |
| 35 | Tyler Honeycutt        | SF      | Stany Zjednoczone             | Sacramento Kings                                                        | UCLA (So.)                 |
| 36 | Jordan Williams        | PF/C    | Stany Zjednoczone             | New Jersey Nets                                                         | Maryland (So.)             |
| 37 | Trey Thompkins         | PF      | Stany Zjednoczone             | Los Angeles Clippers (z Detroit Pistons)                                | Georgia (Jr.)              |
| 38 | Chandler Parsons       | SF      | Stany Zjednoczone             | Houston Rockets (z Los Angeles Clippers)                                | Florida (Sr.)              |
| 39 | Jeremy Tyler           | PF/C    | Stany Zjednoczone             | Charlotte Bobcats (do Golden State Warriors)                            | Tōkyō Apache (BJ League)   |
| 40 | Jon Leuer              | PF      | Stany Zjednoczone             | Milwaukee Bucks                                                         | Wisconsin (Sr.)            |
| 41 | Darius Morris          | PG      | Stany Zjednoczone             | Los Angeles Lakers (z Golden State Warriors via New Jersey Nets)        | Michigan (So.)             |
| 42 | Dāvis Bertāns          | SF      | Łotwa                         | Indiana Pacers (do San Antonio Spurs)                                   | Union Olimpija             |
| 43 | Malcolm Lee            | SG      | Stany Zjednoczone             | Chicago Bulls (z Utah Jazz, do Minnesota Timberwolves)                  | UCLA (Jr.)                 |
| 44 | Charles Jenkins        | SG      | Stany Zjednoczone             | Golden State Warriors (z Phoenix Suns via Chicago Bulls)                | Hofstra (Sr.)              |
| 45 | Josh Harrellson        | C       | Stany Zjednoczone             | New Orleans Hornets (z Philadelphia 76ers, do New York Knicks)          | Kentucky (Sr.)             |
| 46 | Andrew Goudelock       | SG/PG   | Stany Zjednoczone             | Los Angeles Lakers (z New York Knicks)                                  | Charleston (Sr.)           |
| 47 | Travis Leslie          | SG      | Stany Zjednoczone             | Los Angeles Clippers (z Houston Rockets)                                | Georgia (Jr.)              |
| 48 | Keith Benson           | C       | Stany Zjednoczone             | Atlanta Hawks                                                           | Oakland (Sr.)              |
| 49 | Josh Selby             | PG      | Stany Zjednoczone             | Memphis Grizzlies                                                       | Kansas (Fr.)               |
| 50 | Lavoy Allen            | PF      | Stany Zjednoczone             | Philadelphia 76ers (z New Orleans Hornets)                              | Temple (Sr.)               |
| 51 | Jon Diebler            | SG      | Stany Zjednoczone             | Portland Trail Blazers                                                  | Ohio State (Sr.)           |
| 52 | Vernon Macklin         | PF/C    | Stany Zjednoczone             | Detroit Pistons (z Denver Nuggets)                                      | Florida (Sr.)              |
| 53 | DeAndre Liggins        | SG/SF   | Stany Zjednoczone             | Orlando Magic                                                           | Kentucky (Jr.)             |
| 54 | Milan Mačvan           | PF/C    | Serbia                        | Cleveland Cavaliers (z Oklahoma City Thunder via le Miami Heat)         | Maccabi Tel-Aviv           |
| 55 | E’Twaun Moore          | SG      | Stany Zjednoczone             | Boston Celtics                                                          | Purdue (Sr.)               |
| 56 | Chukwudiebere Maduabum | PF/C    | Nigeria                       | Los Angeles Lakers (do Denver Nuggets)                                  | Bakersfield Jam (D-League) |
| 57 | Tanguy Ngombo          | SF      | Katar                         | Dallas Mavericks (do Portland Trail Blazers)                            | Al Rayyan (Katar)          |
| 58 | Ater Majok             | PF/C    | Australia                     | Los Angeles Lakers (z Miami)                                            | Gold Coast Blaze           |
| 59 | Ádám Hanga             | SG      | Węgry                         | San Antonio Spurs                                                       | Albacomp                   |
| 60 | Isaiah Thomas          | PG      | Stany Zjednoczone             | Sacramento Kings (z Chicago Bulls via Milwaukee Bucks)                  | Washington (Jr.)           |